# Imunochimie
Imunochimia este o ramură a biochimiei care are ca scop studierea proceselor chimice care au loc în sistemul imunitar. Printre domeniile de interes se numără și proprietățile, funcțiile, interacțiunile și obținerea anumitor specii chimice imunitare (precum anticorpi, toxine, epitopi și proteine cu rol imunitar, ca CD4, antitoxine, citochine/chemochine, antigene). În această știință sunt incluse și analizele imunochimice.